# Domo F
El domo F, domo Fuji, o domo Valquiria está localizado en la parte oriental de la Tierra de la Reina Maud a 77°30′S 37°30′E / -77.500, 37.500. Con una altitud de 3810 m s. n. m. es el segundo domo de hielo más alto de la calota Antártica de la Antártida Oriental y representa una divisoria de hielos. El domo F es el sitio de la Base Domo Fuji, una estación de investigación operada por Japón.

## Descubrimiento y denominación
En 1963-1964 una Expedición Antártica Soviética cruzó la parte norte del domo F a una altitud de más de 3600 metros. El domo fue delineado por sonar entre 1967-1979. Fue nombrado el domo Valquiria por las valquirias de la mitología nórdica, que llevaban a los soldados caídos en plena batalla al Valhalla.

## Entorno ambiental
Debido a su ubicación en la meseta Antártica y la alta elevación, el domo F es uno de los lugares más fríos de la Tierra. Las temperaturas rara vez se elevan por encima de -30 °C en verano y pueden bajar a -80 °C en invierno. La temperatura del aire media anual es de -54,3 °C. El clima es el de un desierto frío, con condiciones muy secas y una precipitación anual de unos 25 milímetros de agua equivalente, que cae por completo en forma de cristales de hielo.
En agosto de 2010 se registró un récord de temperatura de -93,2 °C, lo cual convirtió este lugar en el punto más frío de todo el planeta, superando los -89,2 °C medidos en 1983 en la base Vostok.

## Base Domo Fuji
La Base Domo Fuji (ドームふじ基地 Dōmu Fuji Kichi) fue establecida como Base de Observación Domo Fuji  (ドームふじ観測拠点 Dōmu Fuji Kansoku Kyoten) en enero de 1995. Su nombre fue cambiado a Base Domo Fuji el 1 de abril de 2004. Está localizada a 77°19′S 39°42′E / -77.317, 39.700.

## Glaciología
La perforación profunda del núcleo de hielo en el domo F se inició en agosto de 1995, y en diciembre de 1996 se alcanzó una profundidad de 2503 m. Este primer núcleo abarca un período de 340 000 años.
La calidad del núcleo de hielo del domo F es excelente, incluso en el zona frágil a 500-860 m de profundidad.
Una segunda perforación profundo se inició en 2003. La perforación se realizó durante los cuatro veranos australes posteriores desde 2003/2004 hasta 2006/2007, y para entonces se llegó a una profundidad de 3035,22 m. Este núcleo de hielo extiende en gran medida el registro climático, y de acuerdo a una primera datación preliminar, llega a 720 000 años atrás.